# Máximo Perrone
Máximo Perrone (Buenos Aires, 7 gennaio 2003) è un calciatore argentino, centrocampista del Como.

## Caratteristiche tecniche
Mediano mancino dotato di un'ottima visione di gioco, in possesso di un buon senso della posizione e abile nei contrasti e nel possesso di palla, per le sue caratteristiche è stato paragonato a Fernando Redondo e Fernando Gago, mentre lo stesso Perrone ha dichiarato di ispirarsi a Sergio Busquets.

## Carriera

### Club

#### Vélez Sarsfield, Manchester City e prestito al Las Palmas
Cresciuto nel settore giovanile del Vélez Sarsfield, nel 2019 firma il primo contratto professionistico, di durata triennale; l'11 novembre 2021 prolunga con il Fortín fino al 2023. Esordisce in prima squadra il 6 marzo 2022, nella partita di Copa de la Liga Profesional pareggiato per 1-1 contro l'Estudiantes. Il 18 maggio seguente segna la prima rete in carriera, in occasione dell'incontro di Coppa Libertadores vinto per 2-3 contro il Nacional.
Il 23 gennaio 2023, Perrone viene acquistato dal Manchester City, in Premier League, a cui si lega fino al 30 giugno 2028. Il 25 febbraio seguente, debutta con i Citizens, sostituendo Erling Haaland al 72' dell'incontro di campionato con il Bournemouth, vinto 4-1.
Il 23 agosto dello stesso anno, Perrone viene ceduto in prestito secco al Las Palmas, squadra neo-promossa ne LaLiga, fino al termine della stagione. Il 3 settembre 2023 fa il suo esordio con il Las Palmas, entrando al 57' nella sconfitta per 1-0 contro il Girona.

#### Como
Il 25 agosto 2024, viene ceduto in prestito al Como. Il giorno dopo esordisce immediatamente in Serie A nella trasferta in casa del Cagliari, subentrando nella ripresa a Matthias Braunöder.
Il 18 luglio 2025 fa ritorno ai comaschi, questa volta a titolo definitivo.

### Nazionale
Nel gennaio del 2023, viene convocato dal selezionatore Javier Mascherano con la nazionale Under-20 argentina per il Campionato sudamericano di categoria, disputatosi in Colombia.
Nel maggio dello stesso anno, viene incluso nella rosa partecipante ai Mondiali Under-20, organizzati in casa, andando in gol in un'occasione.
Nel marzo del 2023, Perrone riceve dal CT Lionel Scaloni la sua prima convocazione in nazionale maggiore, in vista di due incontri amichevoli contro Panama e Curaçao, senza però trovare l'esordio.

## Statistiche

### Presenze e reti nei club
Statistiche aggiornate al 23 maggio 2025.
| Stagione        | Squadra         | Campionato      | Campionato | Campionato | Coppe nazionali | Coppe nazionali | Coppe nazionali | Coppe continentali | Coppe continentali | Coppe continentali | Altre coppe | Altre coppe | Altre coppe | Totale | Totale |
| Stagione        | Squadra         | Comp            | Pres       | Reti       | Comp            | Pres            | Reti            | Comp               | Pres               | Reti               | Comp        | Pres        | Reti        | Pres   | Reti   |
| --------------- | --------------- | --------------- | ---------- | ---------- | --------------- | --------------- | --------------- | ------------------ | ------------------ | ------------------ | ----------- | ----------- | ----------- | ------ | ------ |
| 2022            | Vélez Sarsfield | PD              | 15         | 2          | CA+CdL          | 1+7             | 0               | CL                 | 10                 | 1                  | -           | -           | -           | 33     | 3      |
| gen.-giu. 2023  | Manchester City | PL              | 1          | 0          | FACup+CdL       | 1+0             | 0               | UCL                | 0                  | 0                  | CS          | -           | -           | 2      | 0      |
| 2023-2024       | Las Palmas      | PD              | 29         | 0          | CR              | 2               | 0               | -                  | -                  | -                  | -           | -           | -           | 31     | 0      |
| 2024-2025       | Como            | A               | 26         | 0          | CI              | -               | -               | -                  | -                  | -                  | -           | -           | -           | 26     | 0      |
| Totale carriera | Totale carriera | Totale carriera | 71         | 2          |                 | 11              | 0               |                    | 10                 | 1                  |             | 0           | 0           | 92     | 3      |

## Palmarès

### Club

#### Competizioni nazionali
- Campionato inglese: 1

Manchester City: 2022-2023
- Coppa d'Inghilterra: 1

Manchester City: 2022-2023
- Community Shield: 1

Manchester City: 2024

#### Competizioni internazionali
- UEFA Champions League: 1

Manchester City: 2022-2023
- Supercoppa UEFA: 1

Manchester City: 2023